# Медаль Ендрю Карнегі
Медаль Ендрю Карнегі (англ. Andrew Carnegie Medals for Excellence in Fiction and Nonfiction) — щорічна літературна нагорода США, присуджувана за видатні досягнення в художній літературі і публіцистиці авторам книг, виданих у США. Переможці разом з медаллю отримують грошові премії, а фіналісти — тільки грошові премії.
Медаль заснована в 2012 році і названа на честь американського підприємця і філантропа Ендрю Карнегі. Засновниками і спонсорами премії є Корпорація Карнегі й Американська бібліотечна асоціація.

## Номінації і нагородження

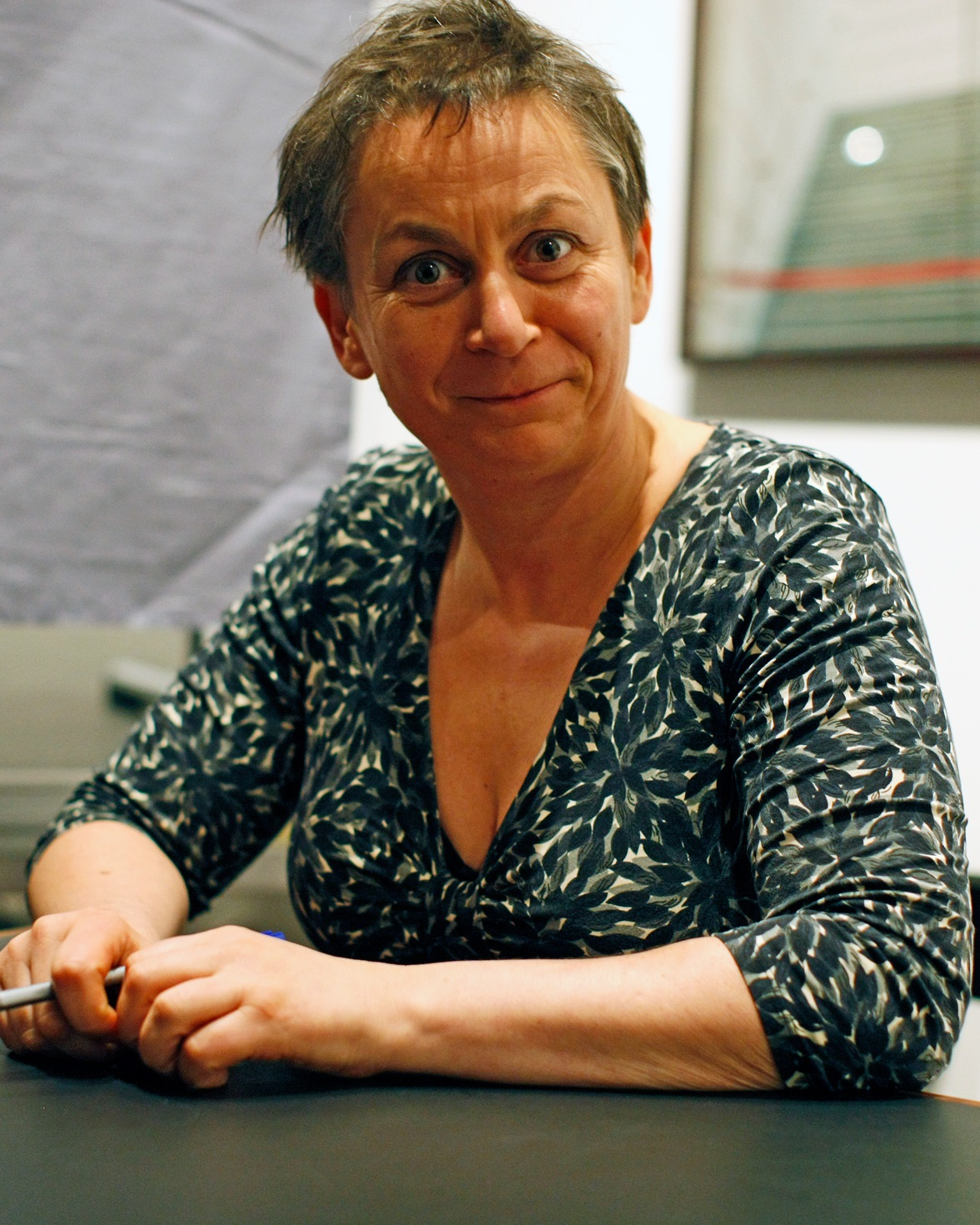
Ірландська письменниця Енн Енрайт

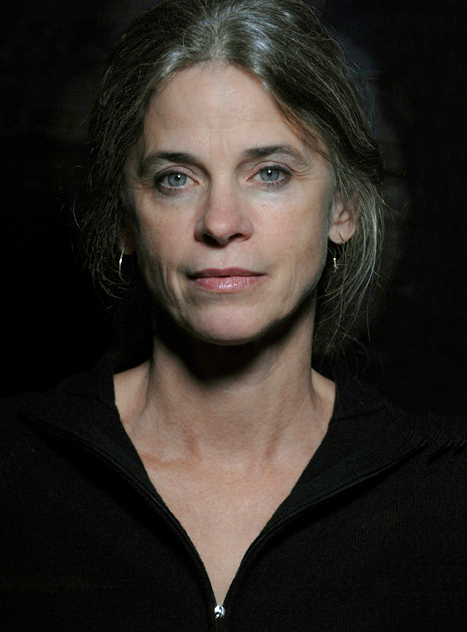
Американський фотограф Саллі Манн

Медаль Ендрю Карнегі присуджується авторам за книги, видані у США в попередньому році, по двох номінаціях:
- художня література
- публіцистика.

Спочатку оголошуються по три фіналісти в кожній номінації, потім — переможці у двох номінаціях. Переможцям вручають медалі Ендрю Карнегі і грошові премії у розмірі 5 000 доларів США, фіналісти отримують грошові премії у розмірі 1 500 доларів США.

## Переможці та фіналісти

### Художня література
| Рік  | Переможець     | Робота                  | Фіналісти                                                                         | Посилання         |
| ---- | -------------- | ----------------------- | --------------------------------------------------------------------------------- | ----------------- |
| 2012 | Енн Енрайт     | «Забутий вальс»         | - Рассел Бенкс, «Lost Memory of Skin» - Керен Рассел, «Болотоляндія!»             | [ 2 ] [ 3 ]       |
| 2013 | Річард Форд    | «Канада»                | - Хунот Діас, «This Is How You Lose Her» - Луїз Ердріч, «The Round House»         | [ 4 ] [ 5 ] [ 6 ] |
| 2014 | Донна Тартт    | «Щиголь»                | - Чімаманда Нґозі Адічі, «Americanah» - Едвідж Дантіка, «Claire of the Sea Light» | [ 7 ]             |
| 2015 | Ентоні Дорр    | «Все те незриме світло» | - Ченг-Рей Лі, «On Such a Full Sea» - Колм Тойбін, «Nora Webster»                 | [ 8 ] [ 9 ]       |
| 2016 | Нґуєн В'єт Тан | «Симпатик»              | - Джим Шепард, «The Book of Aron» - Ганья Янаґігара, «Маленьке життя»             | [ 10 ] [ 11 ]     |
| 2017 | Колсон Вайтгед | «Підземна залізниця»    | - Майкл Шабон, «Moonglow» - Зеді Сміт, «Swing Time»                               | [ 12 ] [ 13 ]     |

### Публіцистика
| Рік  | Переможець         | Робота                                                                                        | Фіналісти | Посилання         |
| ---- | ------------------ | --------------------------------------------------------------------------------------------- | --- | ----------------- |
| 2012 | Robert K. Massie   | «Catherine the Great: Portrait of a Woman»                                                    | - Джеймс Глейк, «The Information: A History, a Theory, a Flood» - Меннінг Марабл, «Malcolm X: A Life of Reinvention»                                             | [ 2 ] [ 3 ]       |
| 2013 | Тімоті Еган        | «Short Nights of the Shadow Catcher: The Epic Life and Immortal Photographs of Edward Curtis» | - Джил Лепур, «The Mansion of Happiness: A History of Life and Death» - Девід Кваммен, «Spillover: Animal Infections and the Next Human Pandemic»                | [ 4 ] [ 5 ] [ 6 ] |
| 2014 | Доріс Кернс Гудвін | «The Bully Pulpit: Theodore Roosevelt, William Howard Taft, and the Golden Age of Journalism» | - Ніколас Бесбанес, «On Paper: The Everything of Its Two-Thousand-Year History» - Шері Фінк, «Five Days at Memorial: Life and Death in a Storm-Ravaged Hospital» | [ 7 ]             |
| 2015 | Браян Стівенсон    | «Just Mercy: A Story of Justice and Redemption»                                               | - Елізабет Колберт, «The Sixth Extinction: An Unnatural History» - Лоуренс Райт, «Thirteen Days in September: Carter, Begin and Sadat at Camp David»             | [ 8 ] [ 9 ]       |
| 2016 | Саллі Манн         | «Hold Still: A Memoir with Photographs»                                                       | - Хелен Макдональд, «H is for Hawk» - Андреа Вульф, «The Invention of Nature: Alexander von Humboldt’s New World»                                                | [ 10 ] [ 11 ]     |
| 2017 | Метью Десмонд      | «Evicted: Poverty and Profit in the American City»                                            | - Патріція Белл-Скотт, «The Firebrand and the First Lady» - Патрік Філіпс, «Blood at the Root: A Racial Cleansing in America»                                    | [ 12 ] [ 13 ]     |